# Jahri Evans
Jahri Evans (Filadélfia, 22 de agosto de 1983) é um ex-jogador de futebol americano profissional que atuava como offensive guard na National Football League. Jogou por nove anos como profissional pelo New Orleans Saints e foi campeão com este time no Super Bowl XLIV. Depois atuou pelo Seattle Seahawks e pelo Green Bay Packers